# 新坪站 (咸镜南道)
新坪站（韓語：신평역）是朝鮮民主主義人民共和國咸鏡南道端川市的一個鐵路車站，属于金溝線。

## 邻近车站
金溝線
水村站 - 新坪站 - 梨坡站